# Søren Balsner
Søren Balsner (født 17. marts 1980 i Skive) er en dansk pianistuddannet musiker. Han er mest kendt som medstifter af elektro-rockbandet Carpark North, hvor han primært spiller bas og synthesizer. 

## Historie
Søren Balsner gik i 1996 på Mellerup Efterskole sammen med Lau Højen, med hvem han stiftede bandet Carpark North.